# Berberis mucuchiesensis
Berberis mucuchiesensis là một loài thực vật có hoa trong họ Hoàng mộc. Loài này được L.A.Camargo mô tả khoa học đầu tiên năm 1966.